# Bor (Südsudan)
Bor (arabisch بور Būr) ist die Hauptstadt des Bundesstaates Jonglei im Südsudan.

## Lage
Bor liegt am östlichen Ufer des Weißen Nils, der in diesem Abschnitt Bahr al-Dschabal genannt wird. Nördlich der Stadt durchfließt der Nil den Sudd, ein riesiges Sumpfgebiet.

## Bevölkerung
Für die Stadt werden 73.116 Einwohner (Berechnung 2012) angegeben. Die Stadt ist nach dem Stamm der Bor benannt, der zum Volk der Dinka gehört. Bürgermeister ist Nhial Majak Nhial (2014).
Bevölkerungsentwicklung:
| Jahr              | Einwohner |
| ----------------- | --------- |
| 2008 (Zensus)     | 61.716    |
| 2012 (Berechnung) | 73.116    |

## Geschichte
1906 begann die britische Church Mission Society mit der Missionierung der Bor-Region.
Der zweite Sezessionskrieg im Südsudan begann im Mai 1983 in Bor und umliegenden Orten, als Armeeeinheiten unter John Garang meuterten und im selben Jahr die SPLA gründeten. 1991 wurde die Stadt durch das „Massaker von Bor“ bekannt. Riek Machar, ein Nuer und Anführer einer damals von der sudanesischen Regierung unterstützten abgespaltenen Fraktion der von Dinka dominierten SPLA, wird für den Tod von weit über 2.000 Zivilisten verantwortlich gemacht. Im August 2011 entschuldigte er sich vor Vertretern der Bor-Dinka für seine Rolle beim Massaker.

## Wirtschaft
In der Nähe der Stadt gibt es größere Ölvorkommen, und der Ölkonzern TotalFinaElf besitzt Konzessionen für ein Gebiet von 120.000 Quadratkilometern, das aufgrund der Sicherheitslage im Zuge des bis 2005 dauernden Bürgerkrieges nicht ausgebeutet werden konnte.

## Infrastruktur
Auf dem Nil zwischen Juba im Süden über Bor nach Kusti verkehren gelegentlich Frachtschiffe. Der Jonglei-Kanal sollte Bor mit Malakal verbinden, aber seine Fertigstellung wurde ab dem Jahre 1983 durch den Bürgerkrieg verhindert.